# Laura Koutsogiannakis
Laura Koutsogiannakis (née Unternährer) est une joueuse suisse de volley-ball née le 11 juillet 1993 à Reconvilier. Elle mesure 1,77 m et joue au poste de réceptionneuse-attaquante. Elle est internationale suisse.

## Clubs
| Club              | De        | À         |
| ----------------- | --------- | --------- |
| VBC Biel-Bienne   | 2007-2008 | 2010-2011 |
| VBC Voléro Zurich | 2011-2012 | …         |

## Palmarès
- Championnat de Suisse (2)
  - Vainqueur : 2012, 2013, 2014.
- Coupe de Suisse (2)
  - Vainqueur : 2012, 2013, 2014.